# Audi-Sportpark
Het Audi-Sportpark is een voetbalstadion in de Duitse stad Ingolstadt dat plaats biedt aan 15.445 toeschouwers. Bespeler van het stadion is FC Ingolstadt 04. Deze voetbalclub komt in het seizoen 2015/16 uit in de Bundesliga.
Nadat het FC Ingolstadt 04 in 2008 promoveerde diende de club voor het spelen in de 2. Bundesliga een stadion als onderkomen hebben welke voldoet aan de richtlijnen voor het mogen spelen in de 2. Bundesliga. Het oude vertrouwde Tuja-Stadion voldeed hier niet aan, en FC Ingolstadt kreeg twee uitzonderingsjaren om in die tijd een nieuw stadion te bouwen. In mei 2009 begon de bouw van het stadion, waarna het officieel op 24 juli 2010 officieel geopend. Van de 15.445 plaatsen in het stadion zijn er 9.621 zitplaatsen en 5.824 staanplaatsen. Al deze plaatsen zijn overdekt.